# Budy Pobyłkowskie
Budy Pobyłkowskie – wieś w Polsce położona w województwie mazowieckim, w powiecie pułtuskim, w gminie Pokrzywnica. Ma status sołectwa
W latach 1975–1998 miejscowość administracyjnie należała do województwa ciechanowskiego.

## Demografia
Dane za rok 2009:
| Opis     | Ogółem | Kobiety | Mężczyźni |
| -------- | ------ | ------- | --------- |
| Osób     | 55     | 29      | 26        |
| Udział % | 100    | 52,7    | 47,3      |